# Tiff Needell
Timothy Richard Needell soprannominato Tiff (Havant, 29 ottobre 1951) è un pilota automobilistico e conduttore televisivo britannico.

## Carriera
Prese parte al Gran Premio del Belgio 1980 alla guida di una Ensign sostituendo Clay Regazzoni. Nel successivo Gran Premio di Monaco non riuscì a qualificarsi.
Intraprese quindi una carriera nell'endurance, partecipando al Campionato del Mondo Sport Prototipi e a diverse edizioni della 24 Ore di Le Mans guidando varie vetture, ma è con la Porsche 962 che ottiene il suo miglior risultato, un 3º posto assoluto nella 24 Ore di Le Mans 1990. Disputò poi 2 stagioni nel British Touring Car Championship guidando per la Nissan, prima di ritornare sulle vetture sport nel 1995, guidando una Porsche alla 24 Ore di Daytona e la Jaguar XJ220 a Le Mans. In seguito guidò la Lister Storm per 3 anni. Nel 1998 terminò al 2º posto il campionato britannico Gran Turismo GT1.
Dopo la carriera sulle piste è ora conduttore del programma automobilistico Fifth Gear (in passato anche del vecchio format di Top Gear) in onda sull'emittente inglese Channel Five e su Discovery Channel.
Ha inoltre partecipato alla "Ferrari Panamerican 20,000" alla guida di una Ferrari 599 GTB Fiorano.

## Risultati in Formula 1
| 1980 | Scuderia       | Vettura     |  |  |  |  |     |    |  |  |  |  |  |  |  |  |  |  |  | Punti | Pos. |
| ---- | -------------- | ----------- |  |  |  |  | --- | -- |  |  |  |  |  |  |  |  |  |  |  | ----- | ---- |
| 1980 | Unipart Racing | Ensign N180 |  |  |  |  | Rit | NQ |  |  |  |  |  |  |  |  |  |  |  | 0     |      |

| Legenda | 1º posto     | 2º posto | 3º posto    | A punti         | Senza punti/Non class.  | Grassetto – Pole position Corsivo – Giro più veloce |
| Legenda | Squalificato | Ritirato | Non partito | Non qualificato | Solo prove/Terzo pilota | Grassetto – Pole position Corsivo – Giro più veloce |